# مسجد العزيزية

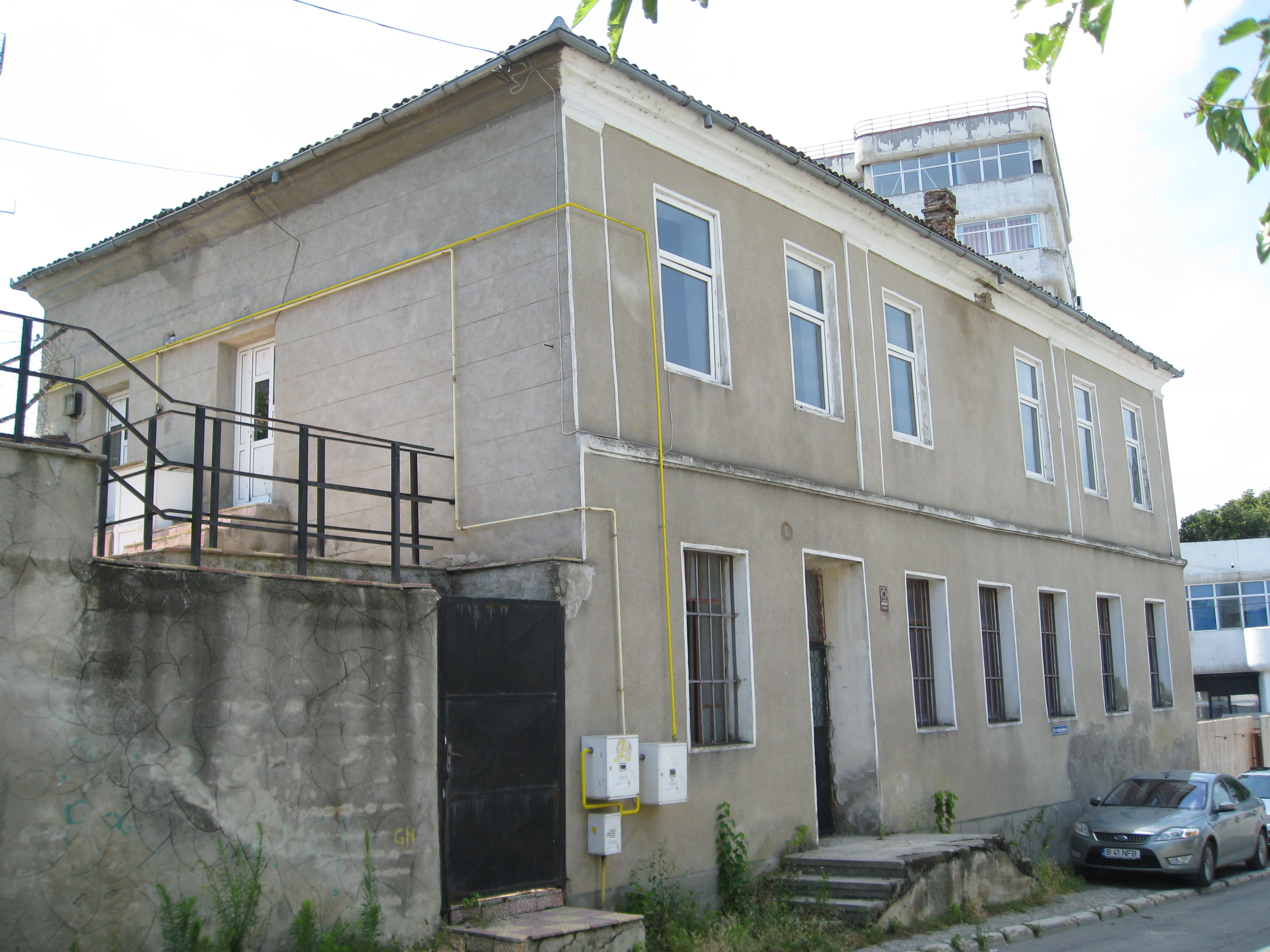
المدرسة التركية السابقة

مسجد العزيزية (بالرومانية: Moscheea Azizyie)‏ هو مسجد يقع في 2 شارع إندبندنتشي في تولتشيا، رومانيا، في منطقة دبروجة.
تم تشييده عام 1863 في عهد السلطان عبد العزيز، الذي كُرّس له وسُمّي باسمه. من بين أكبر المساجد التي بنتها الدولة العثمانية في دبروجة، فهو مبني من الحجر المقطوع 85 سم سميكة. يحتوي على 32 نافذة، 18 منها في الجزء العلوي، مما يضمن الإضاءة الطبيعية للشرفة الداخلية التي تحيط بالمبنى من ثلاث جهات. من فترة إنشاء المسجد، كانت مدرسة تركية تعمل بجوار المسجد؛ يعود تاريخه إلى عام 1865، وهو مغلق الآن. تعود المئذنة الحالية إلى عام 1897. بحلول ذلك الوقت، كانت دبروجة جزءًا من المملكة الرومانية القديمة، وأعيد بناء المئذنة باستخدام الأموال التي قدمتها وزارة الشؤون الدينية والتعليم العام.
تم إدراج المسجد والمدرسة السابقة ضمن المعالم التاريخية من قبل وزارة الثقافة والشؤون الدينية الرومانية.